# Vampyrellidium
Vampyrellidium — рід грибів родини Vampyrellaceae. Назва вперше опублікована 1885 року.

## Класифікація
До роду Vampyrellidium відносять 2 види:
- Vampyrellidium pallidum
- Vampyrellidium vagans